# White Chalk
White Chalk è un album della cantautrice britannica PJ Harvey, il settimo in studio, ed è uscito nei mercati europei e nordamericani nel settembre 2007.

## Tracce
1. The Devil – 2:58
2. Dear Darkness – 3:10
3. Grow Grow Grow – 3:23
4. When Under Ether – 2:25
5. White Chalk – 3:13
6. Broken Harp – 1:59
7. Silence – 3:11
8. To Talk To You – 4:01
9. The Piano – 2:37
10. Before Departure – 3:49
11. The Mountain – 3:11

## Classifiche
| Classifica (2021) | Posizione massima |
| ----------------- | ----------------- |
| Grecia            | 8                 |